# AGM-12 Bullpup
L'AGM-12 Bullpup è stato il primo missile aria-superficie radio-guidato prodotto in larga scala per equipaggiare le forze aeree statunitensi. Fu impiegato durante la guerra del Vietnam ma le sue prestazioni erano limitate dalla scarsa efficienza del sistema di guida utilizzato. A partire dagli anni settanta è stato sostituito dal ben più avanzato AGM-65 Maverick.

## Storia
Durante la guerra in Corea, l'US Navy valutò la necessità di equipaggiare gli aerei imbarcati con un sistema missilistico in grado di colpire gli obiettivi con precisione. Pertanto nel 1953 invitò le aziende a sottoporre le proprie proposte. Nel 1954, tra i 14 progetti presentati, l'US Navy scelse quello avanzato dalla Martin Orlando Division alla quale assegnò il contratto di sviluppo. Il nuovo missile, designato ASM-N-7 Bullpup, era ispirato alle armi teleguidate messe a punto dalla Germania alla fine della seconda guerra mondiale. 
Il progetto era disegnato attorno a una bomba standard da 113 kg, con l'inserimento del sistema di guida a radio comando, delle alette e di un motore a razzo Thiokol a propellente solido. I primi esemplari di serie nel missile entrarono in servizio nel 1959 ma già l'anno successivo la produzione passò a una nuova versione migliorata, designata ASM-N-7A Bullpup A, che montava un motore a razzo a propellente liquido immagazzinabile Thiokol LR58.
Il sistema di guida era molto semplice. Nella parte posteriore del missile erano installati due "flare", ossia dispositivi pirotecnici molto luminosi, grazie ai quali l'operatore dall'aereo lanciatore poteva seguire il missile e mantenerlo allineato sul bersaglio grazie a un joystick collegato a un radiotrasmettitore che inviava i comandi all'ordigno, fino all'impatto. La semplicità del sistema di controllo ne facilitava l'installazione su qualsiasi tipo di aereo e di elicottero in grado di trasportare il missile e difatti il Bullpup ebbe una larga diffusione andando ad equipaggiare aerei ad elica come l'A4D Skyraider e a getto come l'A-4 Skyhawk, nonché gli elicotteri HUS-1 dei Marines.
Nel 1959 la Martin Orlando aveva iniziato a sviluppare una variante per l'USAF, denominata GAM-79 White Lance, che utilizzava un sistema di guida migliorato che non richiedeva di mantenere manualmente l'allineamento del missile fino all'impatto. Ciò consentiva al velivolo lanciatore di porre in essere manovre evasive dopo il lancio del missile. In attesa che lo sviluppo di questa variante fosse completato, l'USAF acquisì il modello ASM-N-7 con la designazione GAM-83. Il programma White Lance fu assorbito nell'ambito dei progetti di sviluppo del Bullpup e diede vita al GAM-83A, che praticamente era l'ASM-N-7A dell'US Navy con il sistema di guida del White Lance.
Tra il 1962 e il 1963 le forze armate americane adottarono il nuovo sistema di designazione unificato, per cui l'ASM-N-7 e il GAM-83 furono ridesignati AGM-12A Bullpup, mentre l'ASM-N-7A e il GAM-83A ricevettero la designazione AGM-12B Bullpup A.
Nel 1964 entrò in servizio l'AGM-12C Bullpup B (già ASM-N-7B) che aveva dimensioni e pesi molto maggiori rispetto alle versioni precedenti, montava una testata da 454 kg e utilizzava un propulsore migliorato Thiokol LR62. Nel frattempo su richiesta dell'USAF fu realizzata la versione AGM-12D Bullpup B (già GAM-83B), entrata in servizio nel 1965. e basata sull'AGM-12B rispetto al quale aveva un diametro leggermente maggiorato e poteva ospitare - in alternativa alla testata convenzionale - una carica nucleare W-45 con potenza regolabile da 1 a 15 kt.
L'ultima versione realizzata fu la AGM-12E Bullpup B, voluta dall'USAF. Sostanzialmente era un AGM-12C nel quale la carica esplosiva unica da 454 kg era sostituita da una testata cluster contenente oltre 800 ordigni BLU-26/B, destinata all'attacco delle installazioni antiaeree.
La produzione del Bullpup terminò nel 1970 con un totale di 22.100 missili nelle varie versioni, compresi 4.600 AGM-12C e 840 AGM-12D. Altri 8.000 missili sono stati prodotti su licenza da un consorzio di industrie europee guidato dalla norvegese Kongsberg, per equipaggiare la Fleet Air Arm inglese e le forze aeree di Danimarca, Norvegia e Turchia.
Per le esigenze di addestramento fu realizzato l'ATM-12 (già TGAM-83), un razzo aria-terra modificato con il sistema di guida e controllo del Bullpup.
I missili Bullpup sono stati impiegati dalle forze aeree americane nel corso della guerra in Vietnam, con risultati poco soddisfacenti dovuti alla difficoltà di guidare gli ordigni sul bersaglio, all'eccessiva esposizione del velivolo lanciatore nei confronti del fuoco antiaereo, alla scarsa efficacia della testata. Le forze aeree americane iniziarono a ritirarli negli anni settanta, sostituendoli con i missili AGM-65 Maverick, anche se il Bullpup è stato utilizzato almeno fino agli anni ottanta soprattutto a fini addestrativi.

## Caratteristiche
Il Bullpup è costituito da un corpo centrale contenente la carica bellica (che nelle prime versioni era una bomba da 113 kg), un propulsore a razzo con propellente liquido immagazzinabile, artifizi luminosi (flare), sistema di ricezione dei comandi radio, alette stabilizzatrici caudali e superfici di controllo anteriori. Il sistema di guida è del tipo a radiocomando MCLOS (Manual Command Line Of Sight) che richiede il costante intervento dell'operatore per mantenere il missile allineato sul bersaglio.

## Versioni
| Designazione Unificata | Sigla pre-1963 | Committente | Anno | Peso   | Testata                  |
| ---------------------- | -------------- | ----------- | ---- | ------ | ------------------------ |
| AGM-12A Bullpup        | ASM-N-7        | US Navy     | 1959 | 259 kg | 113 kg HE                |
| AGM-12A Bullpup        | GAM-83         | USAF        | ==   | 259 kg | 113 kg HE                |
| AGM-12B Bullpup A      | ASM-N-7A       | US Navy     | 1960 | 259 kg | 113 kg HE                |
| AGM-12B Bullpup A      | GAM-83A        | USAF        | ==   | 259 kg | 113 kg HE                |
| AGM-12C Bullpup B      | ASM-N-7B       | US Navy     | 1964 | 810 kg | 454 kg HE                |
| AGM-12D Bullpup B      | GAM-83B        | USAF        | 1965 | 810 kg | 454 kg HE o W-45 1-15 Kt |
| AGM-12E Bullpup B      | ==             | USAF        | ==   | 810 kg | Cluster                  |
| ATM-12                 | TGAM-83        | USAF        | ==   | ==     | Addestramento            |

## Utilizzatori
Australia
- Royal Australian Air Force

 Danimarca
- Flyvevåbnet

 Grecia
- Polemikí Aeroporía

 Israele
- Heyl Ha'Avir

 Norvegia
- Kongelige Norske Luftforsvaret

 Regno Unito
- Royal Air Force
- Royal Navy

 Stati Uniti
- United States Air Force
- United States Navy

 Taiwan
- Chung-Hua Min-Kuo K'ung-Chün

 Turchia
- Türk Hava Kuvvetleri